# Список культурної спадщини Андорри
Культурна спадщина Андорри - це організація в Андоррі, яка захищає національні будівлі та пам'ятники, які вважаються культурною та історичною цінністю.

## Список
- Стара шкіряна фабрика
- Стара французька вегерія
- Кел Батль
- Кел Пал
- Каса Баллетро
- Каса Бланка, Ордіно
- Каса Бонет
- Будинок Крісто
- Каса д'Арені-Пландоліт
- Каса-де-ла-Валь
- Будинок четвертого д'Аньоса
- Будинок росіян
- Каса Дуро
- Каса Феліпо
- Каса Лакруз
- Каса Массіп-доса
- Каса Палмвтджавіла
- Каса Россел
- Каса Відаль
- Каса Ксуріма
- Кастел де лес Бонс
- гідроелектростанція FHASA в Енкампі
- Коломер де Коча
- Коледж Саграда Фамілія, Ескальдес-Енгордані
- Церква Sant Andreu d'Arinsal
- Церква Sant Bartomeu de Soldeu
- Церква Сан-Клімент де Пал
- Церква Сант Корнеліус і Сант Себрія д'Ордіно
- Церква Sant Cristófol d'Anyós
- Церква Sant Esteve de Bixessarri
- Церква Сант-Естеве
- Церква Сант-Іскль і Санта-Вікторія (Андорра)
- Церква Сан-Хоан-де-Казеллес
- Церква Сан-Хоан-де-Сіспоні
- Церква Св. Юлії та Св. Джерма
- Церква Сант-Марті-де-ла-Кортінада
- Церква Сан-Марті-де-Наголь
- Церква Sant Miquel d'Engolasters
- Церква Sant Miquel de Fontaneda
- Церква Sant Miquel de la Mosquera
- Церква Sant Miquel de Prats
- Церква Sant Pere d'Aixirivall
- Церква Сант Пере дель Серрат
- Церква Сант Пере дель Тартер
- Церква Sant Pere Mártir, Ескальдес-Енгордані
- Церква Sant Romà de les Bons
- Церква Сант-Рома-дель-Віларс
- Церква Sant Serni de Canillo
- Церква Sant Serni de Llorts
- Церква Sant Serni de Nagol
- Церква Санта-Барбара д'Ордіно
- Церква Санта-Колома д'Андорра
- Церква Санта-Креу-де-Канільо
- Південна радіостанція
- Школи Андорра-ла-Велья
- Школи Ордіно
- Школи Massana
- Фарга Россел
- Шрифт авеню де ле Есколес
- Фонтан Plaça Creu Blanca
- Фонтан на площі Санта-Анна
- Кришталеві галереї
- Гараж і кінотеатр Valira
- Hostel Palanques
- Готель Bellavista
- Готель Carlemany
- Готель Casamanya
- Готель Розаледа
- Готель Valira
- Богоматір Каноліцька
- Музей Casa Rull
- Pont d'Anyós
- Pont d'Engordany
- Pont de la Margineda
- Pont de la Tosca
- Міст Сассанат
- Міст Ескалс
- Міст Пла
- Преса d'Engolasters
- Дамба Раміо та будинок доглядача
- Квартал Сиспони
- Радіо Андорра
- Нове святилище Меріткселла
- Термінал фунікулера Engolasters і охорона

## Зовнішні посилання
- Офіційний сайт